# スターリン・コルデロ
スターリン・マヌエル・コルデロ（スペイン語: Starlin Manuel Cordero、1998年7月21日 - ）は、ドミニカ共和国サン・クリストバル州サン・クリストバル出身のプロ野球選手（投手）。右投右打。
NPB及びBCリーグでの登録名は「スターリン」。

## 経歴

### プロ入りとパドレス傘下時代
2015年3月にサンディエゴ・パドレスと契約してプロ入り。高校までは外野手だったが、プロ入りと同時に投手に転向した。
2015年から2019年までの5シーズンで、パドレス傘下のルーキー級とA-級で80試合に登板し、8勝6敗5セーブ、防御率4.67の成績を挙げた。
2020年3月30日にパドレスを自由契約となった。

### DeNA時代
2020年11月24日、NPBの横浜DeNAベイスターズと育成選手として契約したことが発表された。当時DeNAにはレミー・コルデロが在籍していたため、登録名はスターリンとなった。
2021年5月24日、BCリーグの神奈川フューチャードリームスへ派遣された。神奈川での背番号は50。派遣期間は2021年シーズン終了まで。
2022年も再び神奈川フューチャードリームスに派遣された。派遣期間は2022年シーズン終了まで。神奈川では4試合に登板したが、その一方でDeNAの選手としてイースタン・リーグ28試合に登板し、1勝7敗、防御率9.00の成績を挙げた。
2023年6月15日、3年連続で神奈川フューチャードリームスに派遣されることが発表された。神奈川での背番号は変更となり70。派遣期間は2023年シーズン終了まで。神奈川では1死も取れなかった1試合の登板のみで、DeNAでもイースタン・リーグ10試合の登板で防御率19.89と全く結果を残せず、シーズン終了後、横浜DeNAベイスターズから来季の契約を結ばない旨が発表された。

## 選手としての特徴
2 mを超える長身から投げ込むパワーボールを武器とする。

## 詳細情報

### NPB年度別投手成績
- 一軍公式戦出場なし

### 独立リーグでの投手成績
| 年 度     | 球 団     | 登 板 | 先 発 | 完 投 | 完 封 | 無 四 球 | 勝 利 | 敗 戦 | セ 丨 ブ | ホ 丨 ル ド | 勝 率 | 打 者 | 投 球 回 | 被 安 打 | 被 本 塁 打 | 与 四 球 | 敬 遠 | 与 死 球 | 奪 三 振 | 暴 投 | ボ 丨 ク | 失 点 | 自 責 点 | 防 御 率 | W H I P |
| --------- | --------- | ----- | ----- | ----- | ----- | -------- | ----- | ----- | -------- | ----------- | ----- | ----- | -------- | -------- | ----------- | -------- | ----- | -------- | -------- | ----- | -------- | ----- | -------- | -------- | ------- |
| 2021      | 神奈川    | 9     | 0     | 0     | 0     | 0        | 1     | 1     | 0        | 0           | .500  | 39    | 9.1      | 3        | 0           | 8        | -     | 1        | 10       | 0     | 0        | 5     | 5        | 4.82     | 1.18    |
| 2022      | 神奈川    | 4     | 0     | 0     | 0     | 0        | 0     | 0     | 0        | 0           | .000  | 13    | 4.0      | 1        | 0           | 0        | -     | 0        | 7        | 0     | 0        | 0     | 0        | 0.00     | 0.25    |
| 2023      | 神奈川    | 1     | 0     | 0     | 0     | 0        | 0     | 0     | 0        | 0           | .000  | 2     | 0.0      | 0        | 0           | 1        | -     | 1        | 0        | 1     | 0        | 1     | 1        | ----     | ----    |
| 通算：3年 | 通算：3年 | 14    | 0     | 0     | 0     | 0        | 1     | 1     | 0        | 0           | .500  | 54    | 13.1     | 4        | 0           | 9        | -     | 2        | 17       | 1     | 0        | 6     | 6        | 4.05     | 0.98    |

- 2023年度シーズン終了時

### 背番号
- 110（2021年 - 2023年）
  - 50（2021年、2022年） ※神奈川フューチャードリームスでの背番号
  - 70（2023年） ※神奈川フューチャードリームスでの背番号